# První divize 1922/1923
Soutěžní ročník Prima Divisione 1922/1923 byl 23. ročník nejvyšší italské fotbalové ligy. Konal se od 8. října 1922 do 15. července 1923. Zúčastnilo se jí celkem 56 klubů. Mistrovský titul získal již po osmé v klubové kariéře Janov.

## Události
Po neklidné sezóně 1921/1922, která se v Itálii vyznačovala sporem mezi dvěma různými a konkurenčními fotbalovými turnaji kvůli hádce mezi velkými a malými kluby ohledně počtu účastníků turnaje, byl vydán Colombo Compromise, vydaný 22. června 1922. 
Podle diktátu kompromisu byla nová sezóna organizována opět na Lega Nord (Severní část) a Lega Sud (Jižní část). Severní měla 36 týmů, rozdělena do tří skupin. Zatímco na jihu se nadále konaly tradiční regionální mistrovství. Struktura však byla přechodná, protože týmy Severní části musely od následující sezóny klesnout na 24 účastníků. Takže se sestupovalo. Vzorec byl stejný jako v předešlých sezonách. Vítězové severních skupin postoupili do finále, kde se utkali mezi sebou doma-venku. Vítězem se stal klub Janov, který posílil před sezonou o hráče Santamaria (Novese) a Belliniho (Sestrese). V Jižní části se vítězové svých regionálních skupin dostali do semifinále, které byli rozděleny na dvě skupiny. Vítězové skupin nastoupili proti sobě doma-venku a vítězem se stalo Lazio. 
O mistrovský titul se také konal ve formátu doma-venku a jednoznačně vyhrál Janov, který porazil Lazio v obou zápasech (4:1 a 2:0) a získalo tak osmí titul v lize, což s klubu udělalo v té době nejúspěšnější klub. Celkem Janov odehrál v sezoně 28 utkání a ani jednou neprohrál a uhrál šest remíz.

## Lega Nord (Severní část)

### Skupina A

#### Účastníci
| Klub            | Město             | Stadion                        | Trenér             |
| --------------- | ----------------- | ------------------------------ | ------------------ |
| Casale          | Casale Monferrato | Stadio Natale Palli            | Technická komise   |
| Inter           | Milán             | Campo di via Goldoni           | Bob Spottiswood    |
| Mantova         | Mantova           | Campo Ippodromo Te             | Guglielmo Reggiani |
| Petrarca        | Padova            | Stadio Tre Pini                | Technická komise   |
| Pisa            | Pisa              | Stadio Arena Garibaldi         | József Ging        |
| Pro Vercelli    | Vercelli          | Campo piazza Conte di Torino   | Guido Ara          |
| Sampierdarenese | Sampierdarena     | Stadio di Villa Scassi         | Karl Rumbold       |
| Speranza        | Savona            | –Campo Valletta di San Michele | Technická komise   |
| Turín           | Turín             | Campo Stradale Stupinigi       | Karl Stürmer       |
| Torinese        | Turín             | Campo Stradale Stupinigi       | Technická komise   |
| Verona          | Verona            | Campo di Borgo Venezia         | A. Friedmann       |
| Virtus Boloňa   | Boloňa            | –Campo di via Valeriani        | Technická komise   |

#### Tabulka
| Poř. | Tým             | Z  | V  | R | P  | VG | OG | B   |
| ---- | --------------- | -- | -- | - | -- | -- | -- | --- |
| 1.   | Pro Vercelli    | 22 | 17 | 2 | 3  | 44 | 15 | 36  |
| 2.   | Turín           | 22 | 14 | 4 | 4  | 59 | 12 | 32  |
| 3.   | Sampierdarenese | 22 | 12 | 4 | 6  | 37 | 22 | 28  |
| 4.   | Pisa            | 22 | 11 | 3 | 8  | 43 | 33 | 25  |
| 5.   | Verona          | 22 | 9  | 6 | 7  | 29 | 26 | 24  |
| 6.   | Casale          | 22 | 7  | 9 | 6  | 23 | 18 | 23  |
| 7.   | Inter           | 22 | 8  | 5 | 9  | 32 | 37 | 21  |
| 8.   | Virtus Boloňa   | 22 | 8  | 5 | 9  | 16 | 23 | 21  |
| 9.   | Mantova         | 22 | 6  | 6 | 10 | 18 | 27 | 18  |
| 10.  | Torinese        | 22 | 6  | 4 | 12 | 23 | 36 | 16  |
| 11.  | Petrarca        | 22 | 6  | 3 | 13 | 20 | 49 | 14* |
| 12.  | Speranza        | 22 | 0  | 5 | 17 | 10 | 56 | 5   |

|  | Postup do finále Lega Nord          |
|  | Sestup do Seconda Divisione 1923/24 |

Poznámky
- Z = Odehrané zápasy; V = Vítězství; R = Remízy; P = Prohry; VG = Vstřelené góly; OG = Obdržené góly; B = Body
- za výhru 2 body, za remízu 1 bod, za prohru 0 bodů.
- při rovnosti bodů rozhodoval rozdíl mezi vstřelených a obdržených branek.
- klubu Petrarca byl odečten 1 bod.

#### Výsledková tabulka
|                 | Casale | Inter | Mantova | Petrarca | Pisa | Pro Vercelli | Sampier. | Speranza | Turín | Torinese | Verona | Virtus |
| --------------- | ------ | ----- | ------- | -------- | ---- | ------------ | -------- | -------- | ----- | -------- | ------ | ------ |
| Bolona          | –      | 1:1   | 1:0     | 4:0      | 0:0  | 0:1          | 0:0      | 3:0      | 1:1   | 1:0      | 3:0    | 2:0    |
| Inter           | 1:1    | –     | 2:3     | 4:0      | 2:0  | 1:5          | 4:2      | 3:0      | 2:2   | 1:0      | 3:2    | 0:2    |
| Mantova         | 0:0    | 1:1   | –       | 2:0      | 3:1  | 1:2          | 1:0      | 1:0      | 0:2   | 1:1      | 1:1    | 0:0    |
| Petrarca        | 2:2    | 3:1   | 1:0     | –        | 2:1  | 0:6          | 0:0      | 2:1      | 0:2   | 3:1      | 2:3    | 1:2    |
| Pisa            | 2:2    | 2:2   | 4:1     | 2:0      | –    | 2:1          | 5:0      | 7:1      | 2:1   | 3:0      | 0:2    | 1:0    |
| Pro Vercelli    | 3:0    | 1:0   | 1:0     | 2:0      | 3:1  | –            | 1:0      | 3:0      | 2:1   | 5:0      | 2:1    | 1:1    |
| Sampierdarenese | 2:0    | 3:1   | 3:1     | 4:1      | 2:0  | 3:2          | –        | 6:0      | 1:0   | 2:0      | 2:0    | 3:1    |
| Speranza        | 0:0    | 0:0   | 1:1     | 0:1      | 2:4  | 0:3          | 0:2      | –        | 0:2   | 1:1      | 1:3    | 0:0    |
| Turín           | 1:0    | 6:0   | 3:0     | 8:0      | 6:1  | 2:0          | 2:0      | 8:0      | –     | 6:0      | 1:1    | 3:0    |
| Torinese        | 2:1    | 3:2   | 0:1     | 4:1      | 0:2  | 1:3          | 1:0      | 3:2      | 1:1   | –        | 1:1    | 4:0    |
| Verona          | 1:1    | 0:2   | 2:0     | 2:1      | 1:2  | 0:0          | 1:1      | 3:1      | 1:0   | 3:0      | –      | 1:0    |
| Virtus Boloňa   | 1:0    | 0:1   | 1:0     | 0:0      | 2:1  | 0:2          | 1:1      | 1:0      | 0:1   | 1:0      | 2:0    | –      |

### Skupina B

#### Účastníci
| Klub       | Město     | Stadion                   | Trenér           |
| ---------- | --------- | ------------------------- | ---------------- |
| Boloňa     | Boloňa    | Stadio Sterlino           | Hermann Felsner  |
| Cremonese  | Cremona   | Campo di via Persico      | Attilio Tornetti |
| Derthona   | Tortona   | Campo Fornaci             | Oddone           |
| Esperia    | Como      | Campo di via Milano       | Gustavo Carrer   |
| Janov      | Janov     | Campo di via del Piano    | William Garbutt  |
| Juventus   | Turín     | Stadio di corso Marsiglia | Technická komise |
| Legnano    | Legnano   | Stadio di via Pisacane    | Adamo Bonacina   |
| Milán      | Milán     | Campo di viale Lombardia  | Ferdi Oppenheim  |
| Modena     | Modena    | Campo di viale Fontanelli | Attilio Fresia   |
| Rivarolese | Janov     | Campo "Torbella"          | Technická komise |
| Spezia     | La Spezia | Stadio Alberto Picco      | József Viola     |
| Udinese    | Udine     | Campo di viale Venezia    | György Kanjaurek |

#### Tabulka
| Poř. | Tým        | Z  | V  | R  | P  | VG | OG | B  |
| ---- | ---------- | -- | -- | -- | -- | -- | -- | -- |
| 1.   | Janov      | 22 | 17 | 5  | 0  | 61 | 18 | 39 |
| 2.   | Legnano    | 22 | 13 | 6  | 3  | 37 | 19 | 32 |
| 3.   | Boloňa     | 22 | 11 | 5  | 6  | 66 | 21 | 27 |
| 4.   | Milán      | 22 | 8  | 10 | 4  | 32 | 28 | 26 |
| 5.   | Juventus   | 22 | 10 | 5  | 7  | 31 | 23 | 25 |
| 6.   | Modena     | 22 | 10 | 4  | 8  | 27 | 23 | 24 |
| 7.   | Cremonese  | 22 | 10 | 4  | 8  | 28 | 25 | 24 |
| 8.   | Spezia     | 22 | 5  | 9  | 8  | 20 | 29 | 19 |
| 9.   | Derthona   | 22 | 6  | 7  | 9  | 29 | 31 | 19 |
| 10.  | Rivarolese | 22 | 7  | 4  | 11 | 28 | 49 | 18 |
| 11.  | Esperia    | 22 | 1  | 4  | 17 | 11 | 50 | 5* |
| 12.  | Udinese    | 22 | 1  | 3  | 18 | 14 | 68 | 5  |

|  | Postup do finále Lega Nord          |
|  | Sestup do Seconda Divisione 1923/24 |

Poznámky
- Z = Odehrané zápasy; V = Vítězství; R = Remízy; P = Prohry; VG = Vstřelené góly; OG = Obdržené góly; B = Body
- za výhru 2 body, za remízu 1 bod, za prohru 0 bodů.
- při rovnosti bodů rozhodoval rozdíl mezi vstřelených a obdržených branek, vyjma play out.
- klubu Esperia byl odečten 1 bod.
- kluby Spezia a Derthona hráli play out.

#### Výsledková tabulka
|            | Boloňa | Cremonese | Derthona | Esperia | Janov | Juventus | Legnano | Milán | Modena | Rivarolese | Spezia | Udinese |
| ---------- | ------ | --------- | -------- | ------- | ----- | -------- | ------- | ----- | ------ | ---------- | ------ | ------- |
| Boloňa     | –      | 3:0       | 2:2      | 5:0     | 1:2   | 4:1      | 5:1     | 0:2   | 2:0    | 6:0        | 5:0    | 14:0    |
| Cremonese  | 1:1    | –         | 2:0      | 3:0     | 1:2   | 1:0      | 0:2     | 0:1   | 0:0    | 4:0        | 2:0    | 1:0     |
| Derthona   | 1:1    | 0:2       | –        | 3:1     | 1:3   | 1:2      | 1:1     | 0:0   | 1:0    | 3:1        | 0:1    | 5:0     |
| Esperia    | 2:4    | 0:2       | 0:4      | –       | 2:8   | 0:1      | 0:1     | 1:4   | 0:1    | 1:2        | 0:0    | 3:2     |
| Janov      | 2:1    | 2:0       | 4:1      | 0:0     | –     | 2:1      | 1:1     | 4:1   | 3:2    | 5:1        | 1:1    | 6:0     |
| Juventus   | 2:2    | 3:1       | 2:0      | 1:0     | 1:1   | –        | 1:0     | 2:2   | 4:0    | 5:0        | 0:0    | 2:0     |
| Legnano    | 1:0    | 4:0       | 1:1      | 2:0     | 1:1   | 3:2      | –       | 1:1   | 3:0    | 3:2        | 2:1    | 3:1     |
| Milán      | 0:8    | 2:1       | 1:1      | 1:1     | 1:3   | 0:0      | 1:0     | –     | 1:0    | 4:0        | 0:0    | 1:1     |
| Modena     | 2:0    | 1:1       | 1:0      | 2:0     | 1:2   | 1:0      | 0:0     | 1:1   | –      | 3:1        | 2:0    | 2:0     |
| Rivarolese | 0:0    | 2:3       | 4:1      | 2:0     | 0:4   | 2:0      | 0:2     | 1:1   | 2:0    | –          | 2:2    | 3:1     |
| Spezia     | 2:1    | 0:1       | 1:1      | 0:0     | 0:4   | 1:0      | 0:2     | 2:1   | 2:3    | 0:0        | –      | 5:0     |
| Udinese    | 0:1    | 2:2       | 1:2      | 1:0     | 0:1   | 0:1      | 1:3     | 1:6   | 0:2    | 1:3        | 2:2    | –       |

#### Play out
| 1. zápas 1. červenec 1923 | Derthona | 0 – 0 (prodl.) | Spezia | Campo piazza Conte di Torino, Janov |  |  |
|                           |          |                |        |                                     |  |  |
|                           |          |                |        |                                     |  |  |

| 2. zápas 8. červenec 1923 | Derthona | 2 – 3 | Spezia | Janov |  |  |
|                           |          |       |        |       |  |  |
|                           |          |       |        |       |  |  |

Klub Derthona sestoupil do Seconda Divisione 1923/24.

### Skupina C

#### Účastníci
| Klub         | Město       | Stadion                       | Trenér           |
| ------------ | ----------- | ----------------------------- | ---------------- |
| Alessandria  | Alessandria | Campo degli Orti              | Carlo Carcano    |
| Andrea Doria | Janov       | Campo sportivo della Cajenna  | Technická komise |
| Brescia      | Brescia     | Stadio di via Cesare Lombroso | Imre Schoffer    |
| Livorno      | Livorno     | Campo di Villa Chayes         | Technická komise |
| Lucchese     | Lucca       | Campo Sant'Anna               | Technická komise |
| Milanese     | Milán       | Velodromo Sempione            | Technická komise |
| Novara       | Novara      | Campo di via Lombroso         | Technická komise |
| Novese       | Novi Ligure | Campo di Piazza d'Armi        | Technická komise |
| Padova       | Padova      | Velodromo Giovanni Monti      | Herbert Burgess  |
| Pastore      | Turín       | Campo di corso Peschiera      | Technická komise |
| Savona       | Savona      | Campo di via Frugoni          | Jeno Károly      |
| SPAL         | Ferrara     | Campo di Piazza d'Armi        | Armand Halmos    |

#### Tabulka
| Poř. | Tým          | Z  | V  | R | P  | VG | OG | B  |
| ---- | ------------ | -- | -- | - | -- | -- | -- | -- |
| 1.   | Padova       | 22 | 14 | 4 | 4  | 47 | 21 | 32 |
| 2.   | Alessandria  | 22 | 14 | 4 | 4  | 34 | 14 | 32 |
| 3.   | Livorno      | 22 | 13 | 4 | 5  | 43 | 19 | 30 |
| 4.   | SPAL         | 22 | 12 | 6 | 4  | 37 | 15 | 30 |
| 5.   | Novara       | 22 | 12 | 2 | 8  | 42 | 24 | 26 |
| 6.   | Andrea Doria | 22 | 9  | 6 | 7  | 40 | 29 | 24 |
| 7.   | Brescia      | 22 | 8  | 4 | 10 | 34 | 28 | 20 |
| 8.   | Novese       | 22 | 5  | 9 | 8  | 26 | 32 | 19 |
| 9.   | Lucchese     | 22 | 6  | 4 | 12 | 24 | 55 | 16 |
| 10.  | Milanese     | 22 | 3  | 8 | 11 | 23 | 43 | 14 |
| 11.  | Pastore      | 22 | 4  | 3 | 15 | 16 | 53 | 11 |
| 12.  | Savona       | 22 | 3  | 4 | 15 | 14 | 46 | 10 |

|  | Postup do finále Lega Nord          |
|  | Sestup do Seconda Divisione 1923/24 |

Poznámky
- Z = Odehrané zápasy; V = Vítězství; R = Remízy; P = Prohry; VG = Vstřelené góly; OG = Obdržené góly; B = Body
- za výhru 2 body, za remízu 1 bod, za prohru 0 bodů.
- při rovnosti bodů rozhodoval rozdíl mezi vstřelených a obdržených branek, vyjma o postup do finále.
- kluby Padova a Alessandria hráli o postup do finále.

#### Výsledková tabulka
|              | Alessadria | Andrea Doria | Brescia | Livorno | Lucchese | Milanese | Novara | Novese | Padova | Pastore | Savona | SPAL |
| ------------ | ---------- | ------------ | ------- | ------- | -------- | -------- | ------ | ------ | ------ | ------- | ------ | ---- |
| Alessadria   | –          | 3:0          | 1:0     | 3:0     | 3:0      | 1:1      | 2:1    | 2:0    | 0:1    | 1:0     | 2:0    | 2:1  |
| Andrea Doria | 1:1        | –            | 2:1     | 1:0     | 4:0      | 3:1      | 2:1    | 3:1    | 1:1    | 6:0     | 6:0    | 1:0  |
| Brescia      | 1:1        | 0:0          | –       | 2:1     | 4:0      | 4:0      | 2:0    | 3:1    | 1:2    | 2:0     | 1:0    | 2:2  |
| Livorno      | 2:0        | 2:0          | 2:1     | –       | 8:0      | 5:0      | 2:1    | 3:0    | 2:1    | 3:0     | 2:1    | 1:0  |
| Lucchese     | 0:2        | 2:2          | 1:0     | 0:1     | –        | 2:0      | 1:2    | 1:1    | 3:0    | 2:0     | 3:1    | 2:2  |
| Milanese     | 1:3        | 1:1          | 3:1     | 1:1     | 5:1      | –        | 1:2    | 2:2    | 0:3    | 2:2     | 2:1    | 1:3  |
| Novara       | 2:3        | 7:0          | 1:0     | 2:0     | 3:1      | 1:0      | –      | 4:1    | 2:0    | 4:1     | 3:0    | 1:1  |
| Novese       | 0:2        | 1:0          | 0:0     | 1:1     | 4:1      | 1:1      | 2:0    | –      | 1:2    | 3:1     | 1:2    | 1:1  |
| Padova       | 1:0        | 2:1          | 2:1     | 1:1     | 6:1      | 2:0      | 2:1    | 2:2    | –      | 11:1    | 3:1    | 1:1  |
| Pastore      | 1:1        | 2:0          | 4:1     | 1:3     | 1:2      | 0:0      | 0:1    | 0:2    | 0:2    | –       | 1:0    | 1:0  |
| Savona       | 0:1        | 0:5          | 0:7     | 1:0     | 1:1      | 1:1      | 2:2    | 0:0    | 0:2    | 3:0     | –      | 0:1  |
| SPAL         | 1:0        | 2:1          | 3:0     | 2:0     | 5:0      | 3:0      | 1:0    | 1:1    | 1:0    | 4:0     | 2:0    | –    |

#### Play off
| 3. červen 1923 | Alessandria | 2 – 3 | Padova | Milán |  |  |
|                |             |       |        |       |  |  |
|                |             |       |        |       |  |  |

Klub Padova Postoupil do finále Lega Nord.

### Finále Lega Nord

#### Tabulka
| Poř. | Tým          | Z | V | R | P | VG | OG | B |
| ---- | ------------ | - | - | - | - | -- | -- | - |
| 1.   | Janov        | 4 | 3 | 1 | 0 | 8  | 2  | 7 |
| 2.   | Pro Vercelli | 4 | 1 | 1 | 2 | 5  | 5  | 3 |
| 3.   | Padova       | 4 | 1 | 0 | 3 | 4  | 10 | 2 |

|  | Vítěz Lega Nord s účastí o mistrovský titul |

Poznámky
- Z = Odehrané zápasy; V = Vítězství; R = Remízy; P = Prohry; VG = Vstřelené góly; OG = Obdržené góly; B = Body
- za výhru 2 body, za remízu 1 bod, za prohru 0 bodů.

#### Výsledky
| 13. květen 1923 | Pro Vercelli | 1 – 1 | Janov     | Campo piazza Conte di Torino, Vercelli |  |  |
|                 | Rosetta 2'   |       | 78' Catto | Rozhodčí: Venegoni                     |  |  |
|                 |              |       |           |                                        |  |  |

| 10. červen 1923 | Janov                                         | 3 – 1 | Padova     | Campo di Marassi, Janov |  |  |
|                 | Catto 18' Santamaria 47' De Vecchi 55 (pen.)' |       | 81' Busini | Rozhodčí: Mauro         |  |  |
|                 |                                               |       |            |                         |  |  |

| 17. červen 1923 | Padova                            | 3 – 1 | Pro Vercelli  | Velodromo Giovanni Monti, Padova |  |  |
|                 | Fagiuoli 38' Busini 78' Monti 85' |       | 53' Ardissone |                                  |  |  |
|                 |                                   |       |               |                                  |  |  |

| 24. červen 1923 | Janov     | 1 – 0 | Pro Vercelli | Campo di Marassi, Janov |  |  |
|                 | Sardi 60' |       |              | Rozhodčí: Gama          |  |  |
|                 |           |       |              |                         |  |  |

| 1. červenec 1923 | Padova | 0 – 3 | Janov                     | Stadio Silvio Appiani, Padova |  |  |
|                  |        |       | 55' 70' Catto 16' Moruzzi | Rozhodčí: Venegoni            |  |  |
|                  |        |       |                           |                               |  |  |

| 8. červenec 1923 | Pro Vercelli                        | 3 – 0 | Padova | Campo piazza Conte di Torino, Vercelli |  |  |
|                  | Ardissone 40' 75' Rosetta 33(pen.)' |       |        | Rozhodčí: Olivieri                     |  |  |
|                  |                                     |       |        |                                        |  |  |

Klub Janov vyhrál Lega Nord a mohl se tak utkat o titul.

## Lega Sud (Jižní část)

### Kampánie

#### Účastníci
| Klub        | Město                   | Stadion               | Trenér              |
| ----------- | ----------------------- | --------------------- | ------------------- |
| Bagnolese   | Bagnoli                 | Campo Ilva            | Technická komise    |
| Cavese      | Cava de' Tirreni        | –                     | Technická komise    |
| Internaples | Neapol                  | Campo di Agnano       | Technická komise    |
| Savoia      | Torre Annunziata        | Campo Oncino          | Raffaele Di Giorgio |
| Stabia      | Castellammare di Stabia | Campo di via Gragnano | Technická komise    |

#### Tabulka
| Poř. | Tým         | Z | V | R | P | VG | OG | B  |
| ---- | ----------- | - | - | - | - | -- | -- | -- |
| 1.   | Savoia      | 8 | 7 | 1 | 0 | 27 | 6  | 15 |
| 2.   | Internaples | 8 | 5 | 1 | 2 | 8  | 5  | 11 |
| 3.   | Stabia      | 8 | 4 | 0 | 4 | 12 | 11 | 8  |
| 4.   | Cavese      | 8 | 3 | 0 | 5 | 11 | 19 | 6  |
| 5.   | Bagnolese   | 8 | 0 | 0 | 8 | 1  | 18 | 0  |

|  | Postup do semifinále |

Poznámky
- Z = Odehrané zápasy; V = Vítězství; R = Remízy; P = Prohry; VG = Vstřelené góly; OG = Obdržené góly; B = Body
- za výhru 2 body, za remízu 1 bod, za prohru 0 bodů.

#### Výsledková tabulka
|             | Bagnolese | Cavese | Internaples | Savoia | Stabia |
| ----------- | --------- | ------ | ----------- | ------ | ------ |
| Bagnolese   | –         | 0:1    | 0:2         | 0:2    | 0:2    |
| Cavese      | 2:0       | –      | 0:1         | 1:4    | 2:4    |
| Internaples | 1:0       | 1:2    | –           | 0:0    | 1:0    |
| Savoia      | 6:1       | 7:2    | 3:0         | –      | 4:2    |
| Stabia      | 2:0       | 2:1    | 0:2         | 0:1    | –      |

### Lazio

#### Účastníci
| Klub           | Město | Stadion                        | Trenér           |
| -------------- | ----- | ------------------------------ | ---------------- |
| Alba Řím       | Řím   | –                              | Technická komise |
| Fortitudo      | Řím   | Campo "Madonna del Riposo"     | Technická komise |
| Juventus Audax | Řím   | Campo Viale Angelico 71        | Technická komise |
| Lazio          | Řím   | Stadio della Rondinella        | Guido Baccani    |
| Roman          | Řím   | Campo due Pini via Flaminia    | Technická komise |
| US Romana      | Řím   | Campo dell'Olmo viale Angelico | Technická komise |

#### Tabulka
| Poř. | Tým            | Z  | V | R | P | VG | OG | B  |
| ---- | -------------- | -- | - | - | - | -- | -- | -- |
| 1.   | Lazio          | 10 | 8 | 1 | 1 | 30 | 14 | 17 |
| 2.   | Alba Řím       | 10 | 7 | 1 | 2 | 42 | 13 | 15 |
| 3.   | Fortitudo      | 10 | 5 | 1 | 4 | 20 | 18 | 11 |
| 4.   | US Romana      | 10 | 3 | 1 | 6 | 12 | 21 | 7  |
| 5.   | Juventus Audax | 10 | 3 | 0 | 7 | 14 | 31 | 6  |
| 6.   | Roman          | 10 | 2 | 0 | 8 | 7  | 28 | 4  |

|  | Postup do semifinále                |
|  | Sestup do Seconda Divisione 1923/24 |

Poznámky
- Z = Odehrané zápasy; V = Vítězství; R = Remízy; P = Prohry; VG = Vstřelené góly; OG = Obdržené góly; B = Body
- za výhru 2 body, za remízu 1 bod, za prohru 0 bodů.

#### Výsledková tabulka
|                | Alba | Fortitudo | Juventus Audax | Lazio | Roman | Romana |
| -------------- | ---- | --------- | -------------- | ----- | ----- | ------ |
| Alba           | –    | 3:1       | 11:0           | 2:7   | 4:1   | 3:0    |
| Fortitudo      | 3:2  | –         | 3:1            | 0:3   | 2:0   | 2:2    |
| Juventus Audax | 0:2  | 2:5       | –              | 2:3   | 3:1   | 3:2    |
| Lazio          | 0:0  | 3:1       | 3:2            | –     | 2:0   | 4:1    |
| Roman          | 1:10 | 0:3       | 1:0            | 2:3   | –     | 0:1    |
| Romana         | 0:5  | 2:0       | 0:1            | 4:2   | 0:1   | –      |

### Marche

#### Účastník
| Klub       | Město  | Stadion | Trenér |
| ---------- | ------ | ------- | ------ |
| Anconitana | Ancona | ?       | ?      |

Jediným účastníkem v regionu byla Anconitana, která automaticky postoupila do semifinále.

### Apulie

#### Účastníci
| Klub           | Město   | Stadion                  | Trenér           |
| -------------- | ------- | ------------------------ | ---------------- |
| Audace Taranto | Taranto | Campo del Regio Arsenale | ?                |
| Ideale         | Bari    | Campo San Lorenzo        | ?                |
| Lecce          | Lecce   | Pista Comunale           | Technická komise |
| Liberty        | Bari    | Campo San Lorenzo        | ?                |
| Pro Italia     | Taranto | Campo del Regio Arsenale | Ercole Ciaccio   |

#### Tabulka
| Poř. | Tým            | Z | V | R | P | VG | OG | B  |
| ---- | -------------- | - | - | - | - | -- | -- | -- |
| 1.   | Pro Italia     | 8 | 6 | 1 | 1 | 25 | 7  | 13 |
| 2.   | Ideale         | 8 | 6 | 0 | 2 | 19 | 8  | 12 |
| 3.   | Audace Taranto | 8 | 3 | 3 | 2 | 15 | 11 | 9  |
| 4.   | Liberty        | 8 | 2 | 1 | 5 | 10 | 18 | 5  |
| 5.   | Lecce          | 8 | 0 | 1 | 7 | 7  | 32 | 1  |

|  | Postup do semifinálefinále          |
|  | Sestup do Seconda Divisione 1922/23 |

Poznámky
- Z = Odehrané zápasy; V = Vítězství; R = Remízy; P = Prohry; VG = Vstřelené góly; OG = Obdržené góly; B = Body
- za výhru 2 body, za remízu 1 bod, za prohru 0 bodů.

#### Výsledková tabulka
|            | Audace | Ideale | Lecce | Liberty | Pro Italia |
| ---------- | ------ | ------ | ----- | ------- | ---------- |
| Audace     | –      | 1:0    | 4:0   | 1:1     | 2:2        |
| Ideale     | 3:0    | –      | 7:0   | 1:0     | 1:0        |
| Lecce      | 2:2    | 2:4    | –     | 1:4     | 1:4        |
| Liberty    | 1:4    | 1:3    | 2:0   | –       | 1:4        |
| Pro Italia | 2:1    | 4:0    | 5:1   | 4:0     | –          |

### Sicílie

#### Účastníci
| Klub             | Město   | Stadion                               | Trenér             |
| ---------------- | ------- | ------------------------------------- | ------------------ |
| Libertas Palermo | Palermo | Campo Ranzano                         | ?                  |
| Messina          | Messina | Campo “Enzo Geraci” alla Cittadella   | Giovanni Stracuzzi |
| Palermo          | Palermo | Campo di via Francesco Paolo Di Blasi | ?                  |

#### Tabulka
| Poř. | Tým              | Z | V | R | P | VG | OG | B |
| ---- | ---------------- | - | - | - | - | -- | -- | - |
| 1.   | Messina          | 4 | 1 | 2 | 1 | 4  | 3  | 4 |
| 1.   | Palermo          | 4 | 1 | 2 | 1 | 5  | 5  | 4 |
| 1.   | Libertas Palermo | 4 | 1 | 2 | 1 | 5  | 6  | 4 |

Poznámky
- Z = Odehrané zápasy; V = Vítězství; R = Remízy; P = Prohry; VG = Vstřelené góly; OG = Obdržené góly; B = Body
- za výhru 2 body, za remízu 1 bod, za prohru 0 bodů.

Turnaj byl zrušen kvůli nesrovnalostem v dohodách mezi kluby kvůli kalendáři. Vedení Lega Sud nařídila opakování tím, že donutila týmy hrát jednosměrné kolo a zápasy na neutrálním hřišti.

#### Výsledková tabulka
|          | Libertas | Messina | Palermo |
| -------- | -------- | ------- | ------- |
| Libertas | –        | 1:1     | 3:2     |
| Messina  | 2:0      | –       | 0:0     |
| Palermo  | 1:1      | 2:1     | –       |

#### Tabulka
| Poř. | Tým              | Z | V | R | P | VG | OG | B |
| ---- | ---------------- | - | - | - | - | -- | -- | - |
| 1.   | Libertas Palermo | 2 | 2 | 0 | 0 | 3  | 0  | 4 |
| 2.   | Messina          | 2 | 1 | 0 | 1 | 2  | 1  | 2 |
| 3.   | Palermo          | 2 | 0 | 0 | 2 | 0  | 4  | 0 |

|  | Postup do semifinále |

Poznámky
- Z = Odehrané zápasy; V = Vítězství; R = Remízy; P = Prohry; VG = Vstřelené góly; OG = Obdržené góly; B = Body
- za výhru 2 body, za remízu 1 bod, za prohru 0 bodů.

#### Výsledky
| 22. duben 1923 | Libertas Palermo | 2 – 0 | Palermo | Trapani |  |  |
|                |                  |       |         |         |  |  |
|                |                  |       |         |         |  |  |

| 29. duben 1923 | Messina | 2 – 0 | Palermo | Messina |  |  |
|                |         |       |         |         |  |  |
|                |         |       |         |         |  |  |

| 6. květen 1923 | Libertas Palermo | 1 – 0 | Messina | Neapol |  |  |
|                |                  |       |         |        |  |  |
|                |                  |       |         |        |  |  |

### Semifinále Lega Sud

#### Skupina A

##### Tabulka
| Poř. | Tým        | Z | V | R | P | VG | OG | B  |
| ---- | ---------- | - | - | - | - | -- | -- | -- |
| 1.   | Savoia     | 6 | 4 | 2 | 0 | 11 | 3  | 10 |
| 2.   | Anconitana | 6 | 3 | 1 | 2 | 8  | 5  | 7  |
| 3.   | Alba Řím   | 6 | 3 | 1 | 2 | 10 | 9  | 7  |
| 4.   | Pro Italia | 6 | 0 | 0 | 6 | 0  | 12 | 0  |

|  | Postup do finále Lega Sud |

Poznámky
- Z = Odehrané zápasy; V = Vítězství; R = Remízy; P = Prohry; VG = Vstřelené góly; OG = Obdržené góly; B = Body
- za výhru 2 body, za remízu 1 bod, za prohru 0 bodů.
- při rovnosti bodů rozhodoval rozdíl mezi vstřelených a obdržených branek.
- klub Pro Italia musel odstoupit z turnaje kvůli nedostatku hráčů.

##### Výsledková tabulka
|            | Alba Řím | Anconitana | Pro Italia | Savoia |
| ---------- | -------- | ---------- | ---------- | ------ |
| Alba Řím   | –        | 4:1        | 2:0        | 0:0    |
| Anconitana | 2:0      | –          | 2:0        | 0:2    |
| Pro Italia | 0:2      | 0:2        | –          | 0:2    |
| Savoia     | 2:0      | 3:3        | 2:0        | –      |

#### Skupina B

##### Tabulka
| Poř. | Tým              | Z | V | R | P | VG | OG | B  |
| ---- | ---------------- | - | - | - | - | -- | -- | -- |
| 1.   | Lazio            | 6 | 6 | 0 | 0 | 29 | 4  | 12 |
| 2.   | Ideale           | 6 | 4 | 0 | 2 | 8  | 11 | 8  |
| 3.   | Libertas Palermo | 6 | 2 | 0 | 4 | 10 | 20 | 3* |
| 4.   | Internaples      | 6 | 0 | 0 | 6 | 2  | 14 | 0* |

|  | Postup do finále Lega Sud |

Poznámky
- Z = Odehrané zápasy; V = Vítězství; R = Remízy; P = Prohry; VG = Vstřelené góly; OG = Obdržené góly; B = Body
- za výhru 2 body, za remízu 1 bod, za prohru 0 bodů.
- při rovnosti bodů rozhodoval rozdíl mezi vstřelených a obdržených branek.
- kluby Libertas Palermo a Internaples obdrželi odečet jednoho bodu za trest.

##### Výsledková tabulka
|             | Ideale | Internaples | Lazio | Libertas |
| ----------- | ------ | ----------- | ----- | -------- |
| Ideale      | –      | 1:0         | 0:3   | 3:2      |
| Internaplas | 0:2    | –           | 0:3   | 1:2      |
| Lazio       | 6:0    | 4:0         | –     | 10:2     |
| Libertas    | 0:2    | 2:1         | 2:3   | –        |

### Finále Lega Sud
| 1. zápas 24. červen 1923 | Savoia                        | 3 – 3 | Lazio                                                | Campo Oncino, Torre Annunziata |  |  |
|                          | Ghisi 5' Capra 23' Bobbio 85' |       | 10 (pen.)' Lobianco 19 (pen.)' Nebbia 69' Bernardini | Rozhodčí: Bistoletti           |  |  |
|                          |                               |       |                                                      |                                |  |  |

| 2. zápas 1. červenec 1923 | Lazio                                 | 4 – 1 | Savoia     | Stadio della Rondinella, Řím |  |  |
|                           | Bernardini 40', 73', 88' Maneschi 55' |       | 85' Parodi |                              |  |  |
|                           |                                       |       |            |                              |  |  |

Klub Lazio vyhrál Lega Sud a mohl se tak utkat o titul.

## Mistrovský zápas
| 1. zápas 15. červenec 1923 | Janov                                                           | 4 – 1 | Lazio       | Stadio Via del Piano, Janov |  |  |
| 17:17                      | Catto 15' Mariani 38' Barbieri 41 (pen.)' Santamaria 47 (pen.)' |       | 87' Filippi | Rozhodčí: Gama              |  |  |
|                            |                                                                 |       |             |                             |  |  |

| 2. zápas 22. červenec 1923 | Lazio | 0 – 2 | Janov                    | Stadio della Rondinella, Řím      |  |  |
|                            |       |       | 21' Santamaria 42' Catto | Diváci: 10 000 Rozhodčí: Venegoni |  |  |
|                            |       |       |                          |                                   |  |  |

## Vítěz
| Prima Divisione Vítěz pro rok 1922/23 |
| ------------------------------------- |
| Janov CFC 8. titul                    |
|                                       |